# جائزة الروح المستقلة لأفضل ممثلة مساعدة
جائزة الروح المستقلة لأفضل ممثلة مساعدة هي فئة من جوائز الروح المستقلة السنويّة.

## الفائزات
الفائزون بالجائزة:  
- ميا تايلور (سنة 2015) (عن عمل Tangerine)
- باتريشيا أركيت (سنة 2014) (عن عمل صبا)
- لوبيتا نيونقو (سنة 2013) (عن عمل 12 سنة من العبودية)
- هيلين هنت (سنة 2012) (عن عمل الجلسات)
- شايلين وودلي (سنة 2011) (عن عمل الأحفاد)
- ديل ديكي (سنة 2010) (عن عمل شتاء بارد)
- مونيك (سنة 2009) (عن عمل ثمينة)
- بينيلوبي كروز (سنة 2008) (عن عمل فيكي كريستينا برشلونة)
- كيت بلانشيت (سنة 2007) (عن عمل أنا لست هناك)
- فرانسيس مكدورماند (سنة 2006) (عن عمل أصدقاء مع المال)
- إيمي آدمز (سنة 2005) (عن عمل Junebug)
- فيرجينيا مادسن (سنة 2004) (عن عمل الطرق الجانبية)
- شهره اغداشلو (سنة 2003) (عن عمل منزل الرمل والضباب)
- إيميلي مورتيمير (سنة 2002) (عن عمل جميلة ومذهلة)
- كاري-آن موس (سنة 2001) (عن عمل تذكار)
- زانج زيي (سنة 2000) (عن عمل النمر الرابض والتنين الخفي)
- كلوي سيفاني (سنة 1999) (عن عمل الصبيان لا يبكون)
- لين ريدغريف (سنة 1998) (عن عمل Gods and Monsters)
- ديبي مورغان (سنة 1997) (عن عمل إيفز بايو)
- إليزابيث بينيا (سنة 1996) (عن عمل Lone Star)
- ماري ويننغهام (سنة 1995) (عن عمل Georgia)
- ديان ويست (سنة 1994) (عن عمل رصاص في برودواي)
- ليلي تايلور (سنة 1993) (عن عمل Household Saints)
- ألفري وودارد (سنة 1992) (عن عمل Passion Fish)
- ديان لاد (سنة 1991) (عن عمل Rambling Rose)
- شيريل لي رالف (سنة 1990) (عن عمل To Sleep with Anger)
- لورا سان جياكومو (سنة 1989) (عن عمل جنس وأكاذيب وشريط فيديو)
- روزانا ديسوتو (سنة 1988) (عن عمل Stand and Deliver)
- أنجيليكا هيوستن (سنة 1987) (عن عمل The Dead)

## ترشيحات متعددة
ترشيحان
- كيت بلانشيت
- جيسيكا شاستاين
- باتريسيا كلاركسون
- روزماري ديويت
- ميلوني دياز
- مارسيا غاي هاردن
- أنجيليكا هيوستن
- أليسون جاني
- جينيفر جيسون لي
- ايمي ماديجان
- فرانسيس مكدورماند
- كلوي سيفاني
- ليلي تايلور
- ماري ويننغهام